# 周家彥
參數所指定的目標頁面不存在，建議更正成存在頁面或直接建立下列一個頁面（建立前請先搜尋是否有合適的存在頁面可以取代）：
- 周家彦 (古琴学家)

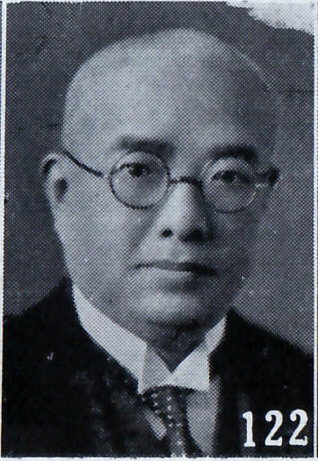

周家彦（1879年—1940年）字韬甫，广西桂林人。清朝及中华民国政治人物。

## 生平
周家彦在清朝末年留学日本，入东京帝国大学政治法律系学法律。毕业后，他入清政府驻日本公使馆任馆员。1911年归国，任外务部日本股股员。
中华民国成立后，1912年起周家彦历任南京临时政府实业部参事，北京政府工商部、农商部参事。1914年，周家彦升任农商部次长，1915年辞职。后来，他获北京大学聘任为法科教授，并兼任农商部顾问。他还曾历任全国烟酒事务处第二厅厅长，安国军政讨论会专门委员，关税自主委员会委员，北京政府京兆烟酒事务局局长等职务。1930年5月，他担任青岛市政府参事。周家彦还曾兼代青岛市社会局局长。
抗日战争爆发后，日军攻占青岛，他出任青岛治安维持会常务委员（会长为赵琪，常务委员为赵琪、李德顺、吕振文、周家彦、陆梦熊、姚作宾。青岛治安维持会于1938年1月成立，1939年1月撤销。）兼代管中央机关主任。1939年1月，他任青岛特别市公署总务局局长，同年7月兼任乡区行政筹备事务局局长。

## 著作
- 周家彥輯，桂林周氏家集（六卷），民國二十三年桂林周氏青島鉛印本